# European Federation for Primatology
La Federación Europea para la Primatología (FEP), 'European Federation for Primatology' (EFP)', se funda el 17 de diciembre de 1993. Tiene su sede en Niederhausbergen (Francia).
La FEP reúne sociedades primatológicas nacionales, así como grupos de primatólogos de aquellos países de Europa en donde todavía no se han constituido tales sociedades.
Las personas que pertenecen a la FEP, pertenencia debida a que son a su vez miembros de las sociedades o grupos afiliados a la Federación, están involucradas en investigación fundamental, investigación biomédica aplicada y gestión de zoológicos; contando con más de 1100 científicos, estudiantes graduados y personal vinculado a zoológicos. Más de 30 instituciones académicas están representadas en la FEP a través de sus miembros; las colonias de primates que pertenecen a dichas instituciones cuentan con alrededor de 2000 primates no humanos.

## Objetivos
Los fines de la Federación son:
- Coordinar acciones relativas a primatología entre las diferentes Sociedades europeas. Esta coordinación incluye:
  - Circulación de información entre las diferentes sociedades primatológicas nacionales y grupos de primatólogos.
  - Reuniones de las sociedades nacionales, de grupos de especialistas y otras reuniones de trabajo.
  - Actividades científicas, investigación y proyectos educativos relevantes para la primatología.
- Promover la gestión racional de primates en cautividad y hacer que los primates y los lugares de estudio sean asequibles al máximo de estudiantes e investigadores posible.
- Proporcionar al Consejo de Europa y a otras Instituciones europeas expertos sobre todos los asuntos relativos a primatología.
- Participar, a través del Consejo de Europa, en decisiones relevantes para el comercio de primates y la cría de primates en cautividad.
- Promover la fundación de sociedades nacionales de primatólogos, grupos nacionales y grupos de especialistas europeos de primatólogos.

Los objetivos de todas las sociedades o grupos afiliados son idénticos a los de la 'International Primatological Society' (Sociedad Primatológica Internacional), IPS:
- Promover todas las áreas de la investigación científica en primatología no humana.
- Facilitar la cooperación entre científicos de todas las nacionalidades relacionados con la investigación en primates.
- Promover la conservación de todas las especies de primates.

La protección de los primates en cautividad, esto es, la mejora de su bienestar, es una de las actividades de mayor interés en la FEP. Por ello, la FEP promueve tanto el diálogo con todas las personas involucradas en primatología, como los estudios que proporcionen evidencia científica sobre temas acerca del bienestar en primates.

## Sociedades y grupos nacionales afiliados
- Sociedades nacionales:
  - Asociación Primatológica Española (España).
  - 'Associazione Primatologica Italiana', Asociación Primatológica Italiana (Italia).
  - 'Associação Portuguesa de Primatologia', Asociación Portuguesa de Primatología (Portugal).
  - 'Gesellschaft für Primatologie', Sociedad para la Primatología (Alemania).
  - 'Primate Society of Great Britain', Sociedad de Primates de Gran Bretaña (Reino Unido).
  - 'Société Francophone de Primatologie', Sociedad Francófona de Primatología (Francia).
- Grupos nacionales de primatólogos:
  - 'Belgian Group for Primatology', Grupo Belga para la Primatología (Bélgica).
  - 'Czech Republic Group of Primatologists', Grupo de Primatólogos de la República Checa (República Checa).
  - 'Netherland Contact Group for Primatology', Grupo de Contacto Holandés para la Primatología (Holanda).
  - 'Russian Group of Primatologists', Grupo Ruso de Primatólogos (Rusia).
  - 'Swiss Group of Primatologists', Grupo Suizo de Primatólogos (Suiza).

## Relaciones exteriores
La FEP es miembro de la IPS. El Secretario de la FEP es propuesto al Presidente de la IPS para su nombramiento como Secretario Regional para Europa de la IPS.

## Publicaciones
Folia Primatologica, Basilea (Suiza), es la publicación oficial de la Federación.

## Reuniones científicas
La Asociación Primatológica Española (APE) organiza la primera reunión científica de la FEP: 'European Workshop on Primate Research' ('Workshop' Europeo sobre Investigación en Primates), en Madrid (España), del 16 al 19 de octubre de 1996. El cual se asocia al I Congreso de la propia APE; tras la reunión, debido al éxito de la Organización local presidida por Fernando Colmenares Gil, se decide ligar análogamente los siguientes congresos de la FEP a la celebración de otros de carácter nacional.
De este modo, el primer Congreso de la FEP, como tal, tiene lugar a la par del IX Congreso de la sociedad alemana, en Gotinga (Alemania), del 9 al 12 de agosto de 2005, siendo organizado por la 'Gesellschaft für Primatologie'.